# تایکی تسورونو
تایکی تسورونو (انگلیسی: Taiki Tsuruno؛ زادهٔ ۴ سپتامبر ۱۹۹۰) بازیکن فوتبال اهل ژاپن است.